# Carlia aenigma
Espèce
Carlia aenigma est une espèce de sauriens de la famille des Scincidae.

## Répartition
Cette espèce est endémique de Papouasie-Nouvelle-Guinée.

## Description
Carlia aenigma mesure, queue non comprise, entre 44 et 58 mm.

## Étymologie
Son nom d'espèce, du latin aenigma « mystérieux », lui a été donné en référence au lien de cette espèce avec les autres espèces du genre Carlia.

## Publication originale
- Zug, 2004 : Systematics of the Carlia “fusca” lizards (Squamata: Scincidae) of New Guinea and Nearby Islands. Bishop Museum Bulletin of Zoology, vol. 5, p. 1-83 (texte intégral).